# 博爾奇卡

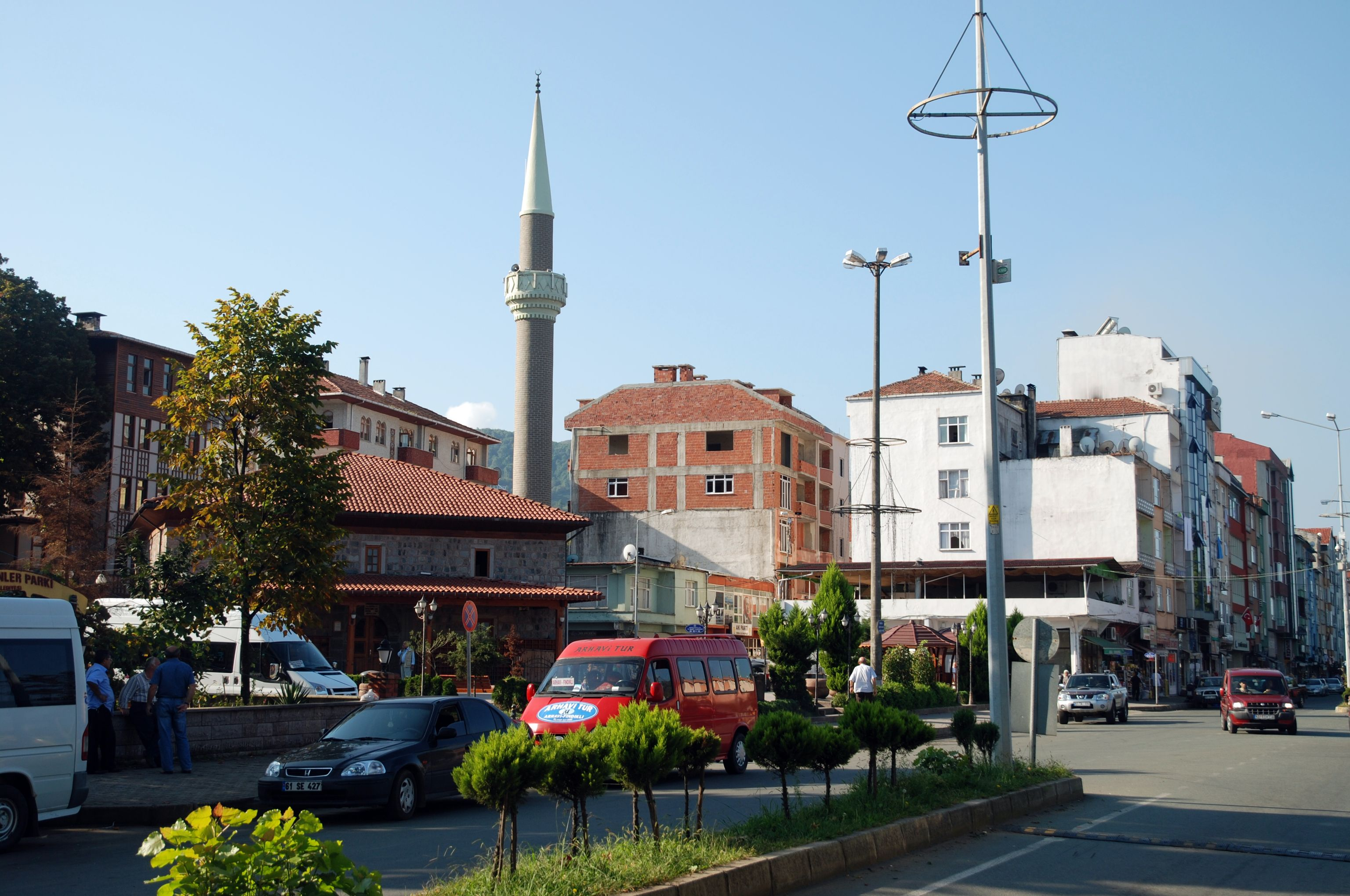
Borçka

博爾奇卡是土耳其的城鎮，由阿爾特溫省負責管轄，位於該國東北部，距離首府格魯吉亞接壤的邊境，面積762平方公里，海拔高度253米，2010年人口10,410。

## 外部連結
- Governor's Office（页面存档备份，存于）
- the Municipality（页面存档备份，存于）

41°21′45″N 41°40′48″E / 41.3625°N 41.6800°E